# Karl Guthe Jansky

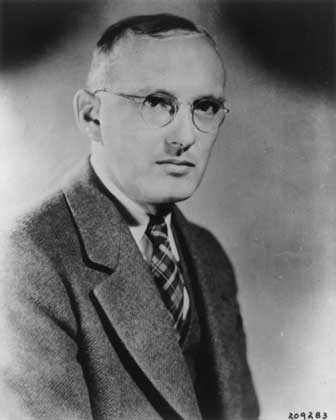
Karl Guthe Jansky

Karl Guthe Jansky (* 22. Oktober 1905 in Norman, Oklahoma; † 14. Februar 1950 in Red Bank, New Jersey) war ein US-amerikanischer Physiker und Radioingenieur. Er wurde zum Begründer der Radioastronomie, als er 1932 feststellte, dass die Milchstraße Radiostrahlung emittiert.

## Leben
Jansky studierte bis 1927 an der University of Wisconsin. Ab 1928 arbeitete er an den Bell Laboratories in Holmdel, New Jersey.
Nach monatelangen Untersuchungen entdeckte er 1931, dass die Quelle bisher unidentifizierter Radiointerferenzen stellaren Ursprungs war. 1932 konnte er die Richtung bestimmen: die Signale kamen aus dem Sternbild Sagittarius. Seit den Arbeiten von Harlow Shapley und Jan Hendrik Oort wird dort das Zentrum der Milchstraße verortet (siehe Sagittarius A*).

## Ehrungen
Jansky zu Ehren wurde für Messungen in der Radioastronomie das Jansky eingeführt, eine den extrem schwachen Signalen angepasste Einheit für die spektrale Flussdichte.
Außerdem wurden der Mondkrater Jansky und der Hauptgürtelasteroid (1932) Jansky nach ihm benannt. 2012 wurde er zum Namenspaten des Very Large Array Radioteleskops in New Mexico.
Ihm zu Ehren ist die Karl G. Jansky Lecture des NRAO benannt.